# Henri Heeren
Henri Heeren (født 25. oktober 1974 i Heerlen, Holland) er en hollandsk tidligere fodboldspiller (forsvarer/midtbane).
Heeren tilbragte størstedelen af sin karriere i tysk fodbold, hvor han repræsenterede henholdsvis Alemannia Aachen, FC Saarbrücken og Fortuna Düsseldorf. Han havde også et treårigt ophold hos Roda JC i hjemlandet, og var her med til at vinde den hollandske pokalturnering i 1997.

## Titler
KNVB Cup
- 1997 med Roda JC